# SummerSlam 2009
SummerSlam 2009 è stata la ventiduesima edizione dell'omonimo evento in pay-per-view prodotto dalla WWE. L'evento si è svolto il 23 agosto 2009 allo Staples Center di Los Angeles.

## Storyline
Nella puntata di Raw del 27 luglio il General Manager della serata, Shaquille O'Neal, annunciò un Beat the Clock Challenge match per determinare lo sfidante al WWE Championship detenuto da Randy Orton. Più avanti, la sera stessa, John Cena vinse la sfida dopo aver stabilito il miglior tempo di vittoria generale, ottenendo così un incontro per il titolo di Orton. Un match tra Orton e Cena con in palio il WWE Championship fu poi sancito per SummerSlam.
Il 26 luglio, a Night of Champions, Jeff Hardy sconfisse il campione CM Punk, conquistando così il World Heavyweight Championship per la seconda volta. Nella puntata di SmackDown del 31 luglio il General Manager dello show, Theodore Long, sancì un Tables, Ladders and Chairs match tra Hardy e Punk con in palio il World Heavyweight Championship per SummerSlam.
Nella puntata di ECW dell'11 agosto, durante l'Abraham Washington Show, Abraham Washington annunciò William Regal come lo sfidante  ECW Champion Christian. Un match tra Christian e Regal con in palio l'ECW Championship fu poi sancito per SummerSlam.
Nella puntata di SmackDown del 31 luglio i Cryme Time sconfissero la Hart Dynasty, diventando gli sfidanti degli Unified WWE Tag Team Champions, i Jeri-Show.
A Night of Champions, Rey Mysterio difese con successo l'Intercontinental Championship contro Dolph Ziggler. Nella puntata di SmackDown del 7 agosto Ziggler vinse un Fatal 4-Way match che includeva anche R-Truth, Mike Knox e Finlay, ottenendo quindi un altro incontro per il titolo di Mysterio. Un match tra Mysterio e Ziggler con in palio l'Intercontinental Championship fu dunque sancito per SummerSlam.
Nella puntata di Raw del 27 luglio Triple H non riuscì a vincere il Beat the Clock Challenge match per diventare lo sfidante del WWE Champion Randy Orton poiché Ted DiBiase aveva interferito durante il suo incontro con Cody Rhodes (alleato di DiBiase nella Legacy). Dopo che la settimana successiva aveva perso un Handicap match contro Rhodes e DiBiase, Triple H tentò di riformare la D-Generation X con Shawn Michaels (assente dalla scene da quasi quattro mesi) per fronteggiare i propri avversari. Nella puntata di Raw del 10 agosto Triple H trovò e convinse Michaels, il quale nel frattempo aveva trovato lavoro presso una caffetteria (kayfabe), a ritornare sul ring per riunire la DX e combattere la Legacy. Un match tra la DX e la Legacy fu poi annunciato per SummerSlam.
Il 28 giugno, a The Bash, Kane attaccò brutalmente The Great Khali con una sedia, facendogli così perdere il suo No Disqualification match contro Dolph Ziggler. Nella puntata di SmackDown del 7 agosto, dopo varie interferenze vicendevoli tra i due, Kane rapì Rajin Singh (manager di Khali), tenendolo in ostaggio per poi attaccare brutalmente Khali stesso. Un match tra Kane e Khali fu poi sancito per SummerSlam.
Durante il mese di luglio Montel Vontavious Porter sfidò Jack Swagger ad un confronto fisico; tuttavia questi si rifiutò dichiarando che non avrebbe mai lottato con un "criminale", riferendosi alla passata incarcerazione di MVP (legit). Nella puntata di Raw del 17 agosto Swagger affrontò MVP, ma si fece intenzionalmente squalificare dopo averlo colpito con una sedia. Un match tra MVP e Swagger fu quindi annunciato per SummerSlam.

## L'evento

### Dark Match
Beth Phoenix vince una 15-Divas Battle Royal eliminando per ultime Kelly Kelly e Eve Torres. Le altre partecipanti erano Mickie James, Layla, Gail Kim, Alicia Fox, Jillian, Melina, Rosa Mendes, Brie Bella, Nikki Bella, Katie Lea, Natalya e Maria.

### Match preliminari
Ad aprire lo show è il match valevole per il WWE Intercontinental Championship tra il campione Rey Mysterio e lo sfidante Dolph Ziggler. Il match è molto equilibrato e alla fine a vincere la contesa è Mysterio grazie ad una Hurricanrana eseguita dal paletto ai danni di Ziggler, mantenendo così il titolo.
Il secondo match è quello tra Jack Swagger e Montel Vontavious Porter. MVP inizia il match molto bene mettendo in difficoltà Swagger, L'All American American reagisce mettendo a terra MVP, ma sbaglia lo Splash in rincorsa permettendo così a MVP di effettuare un superkick all'angolo per poi eseguire il Playmaker che lo porta alla vittoria.
Il match successivo è quello valevole per lo Unified WWE Tag Team Championship tra i campioni di coppia unificati Jeri-Show (Chris Jericho e Big Show) ed i Cryme Tyme (JTG e Shad Gaspard). Jericho e Big Show riescono a sconfiggere i Cryme Time riuscendo a mantenere i titoli unificati di coppia grazie al KO Punch di Big Show su JTG, con Jericho che schiena proprio quest'ultimo per vincere la contesa.
Il quarto match vede contrapposti Kane e The Great Khali. Nel finale, Kane prende Ranjin Singh (manager di Khali) e lo riporta sul ring per poi lanciarlo a Khali, il quale si distrae permettendo a Kane di eseguire un dropkick sulle sue gambe e una DDT per schienarlo ed aggiudicarsi la contesa.
Il match che segue è il Tag Team match tra l'appena riunita D-Generation X (Triple H e Shawn Michaels) e la Legacy (Cody Rhodes e Ted DiBiase). Il match inizia con Triple H che attacca Rhodes e DiBiase. Dopo che Triple H dà il cambio a Michaels, Rhodes esce dal ring per evitare di essere colpito dalla Sweet Chin Music. Dopo che la Legacy inizia ad essere in controllo della contesa, Rhodes tentò di colpire Michaels con un diving elbow drop, ma quest'ultimo contrattacca la manovra. Dopodiché, Michaels prova a colpire Rhodes con il suo stesso diving elbow drop, ma fallisce e Rhodes lo atterra con la Cross Rhodes. Triple H riesce ad interrompere il conteggio e colpisce Rhodes con un Pedigree. Dopo ciò, DiBiase entra nel ring e atterra Triple H con la Dream Street. Nel finale, mentre Triple H e DiBiase stavano combattendo all'esterno del quadrato, Michaels sorprende Rhodes abbattendolo con una Sweet Chin Music per ottenere la vittoria.

### Match principali
Il sesto match della serata è quello valevole per l'ECW Championship tra il campione Christian e lo sfidante William Regal (accompagnato da Ezekiel Jackson e Vladimir Kozlov). Intanto che Regal si toglieva la sua giacca, Christian lo sorprende eseguendo una fulminea Killswitch per ottenere la vittoria e la difesa del titolo in appena otto secondi di match. Al termine dell'incontro, Jackson, Kozlov e Regal attaccano Christian.
Il match successivo è quello valevole per il WWE Championship tra il campione Randy Orton e lo sfidante John Cena. Il match inizia con nessuno dei due che riesce a portarsi in vantaggio, finché Orton non esegue una Elevated DDT su Cena. Nel momento in cui Orton tenta un Punt Kick, Cena si libera e prova a colpire il campione con una Attitude Adjustment, ma quest'ultimo colpisce volontariamente l'arbitro facendo scattare la squalifica. Successivamente, Lilian Garcia annuncia che, per volere del Chairman della WWE Vince McMahon, il match rincomincerà da capo e se Orton si farà ancora squalificare, perderà comunque il titolo in favore di Cena. Dunque l'incontro riparte, ma Orton perde intenzionalmente per count-out e, dato ciò, McMahon fa ripartire un'altra volta il match. Orton schiena, poi, Cena facendo illegalmente leva sulle corde del ring per ottenere la vittoria, ma l'arbitro se ne accorge e fa rincominciare l'incontro per l'ennesima volta. In seguito, Cena applica la STFU ai danni di Orton, ma una persona presente fra il pubblico (Brett DiBiase) entra nel ring per assalire l'arbitro. Dopo che questa persona viene rimossa dal quadrato, Orton ne approfitta per eseguire una RKO su Cena per schienarlo ed ottenere la vittoria, mantenendo così il titolo.
Il main event è il Tables, Ladders and Chairs match valevole per il World Heavyweight Championship tra il campione Jeff Hardy e lo sfidante CM Punk. Il match inizia con Punk che cerca di salire su una scala, ma Hardy lo blocca. Hardy colloca, poi, una sedia d'acciaio davanti a Punk per tentare un leg lariat, ma quest'ultimo contrattacca lanciando Hardy attraverso la medesima sedia. Punk effettua, in seguito, un Suicide Dive ai danni di Hardy provando, poi, a colpirlo con una sedia, ma quest'ultimo evita l'attacco. Punk cerca di lanciare Hardy contro dei gradoni d'acciaio posti all'esterno del quadrato, ma Hardy inverte la manovra di Punk, il quale salta sopra i gradoni per evitare la collisione contro di essi, ma nell'intento di saltare poi addosso ad Hardy, quest'ultimo contrasta il tutto colpendo Punk al volo con una sedia. Dopodiché, Hardy posiziona Punk sopra un tavolo al di fuori del ring per poi lanciarcisi addosso saltando dalla terza corda, ma il tentativo fallisce poiché Punk riesce a spostarsi e Hardy finisce con lo schiantarsi attraverso il tavolo mandandolo in frantumi. Di conseguenza, Punk inizia la scalata per arrivare al titolo, ma Hardy lo stoppa eseguendo un sunset flip powerbomb dalla cima della scala. Hardy incomincia a salire sulla scala, ma Punk lo ferma facendolo cadere per poi eseguire un superplex su Hardy dalla terza coda del ring attraverso una scala. Punk tenta, poi, di effettuare una GTS ai danni di Hardy, ma quest'ultimo rovescia il tentativo gettando Punk attraverso un tavolo, posto fuori dal quadrato. In seguito, Hardy arriva vicino a staccare la cintura, ma Punk salta sulla scala e lo ferma. Hardy esegue, poi, una Swanton Bomb dalla cima di una scala impattando in pieno contro Punk e distruggendo così il tavolo dei commentatori su cui quest'ultimo era disteso. Nel finale, Punk si riprende incredibilmente da quanto accaduto in precedenza e riesce a far cadere Hardy dalla scala per poi impossessarsi del World Heavyweight Championship, conquistando dunque il titolo. Al termine del match, le luci si spengono momentaneamente ed appare The Undertaker, il quale colpisce Punk con una chokeslam per chiudere l'evento.

## Risultati
| #    | Incontri                                                                         | Stipulazioni                                                           | Durata |
| ---- | -------------------------------------------------------------------------------- | ---------------------------------------------------------------------- | ------ |
| Dark | Beth Phoenix ha vinto eliminando per ultima Kelly Kelly                          | Battle royal                                                           | —      |
| 1    | Rey Mysterio (c) ha sconfitto Dolph Ziggler                                      | Single match per il WWE Intercontinental Championship                  | 12:26  |
| 2    | Montel Vontavious Porter ha sconfitto Jack Swagger                               | Single match                                                           | 06:22  |
| 3    | Big Show e Chris Jericho (c) hanno sconfitto The Cryme Tyme                      | Tag team match per lo Unified WWE Tag Team Championship                | 09:42  |
| 4    | Kane ha sconfitto The Great Khali (con Ranjin Singh)                             | Single match                                                           | 05:56  |
| 5    | Shawn Michaels e Triple H hanno sconfitto Cody Rhodes e Ted DiBiase Jr.          | Tag team match                                                         | 20:02  |
| 6    | Christian (c) ha sconfitto William Regal (con Ezekiel Jackson e Vladimir Kozlov) | Single match per l'ECW Championship                                    | 00:08  |
| 7    | Randy Orton (c) ha sconfitto John Cena                                           | Single match per il WWE Championship                                   | 20:44  |
| 8    | CM Punk ha sconfitto Jeff Hardy (c)                                              | Tables, ladders and chairs match per il World Heavyweight Championship | 21:34  |